# Discolampa gadames
Discolampa gadames är en fjärilsart som beskrevs av Hans Fruhstorfer 1918. Discolampa gadames ingår i släktet Discolampa och familjen juvelvingar. Inga underarter finns listade i Catalogue of Life.